# Breuilh
Breuilh foi uma comuna francesa na região administrativa da Nova Aquitânia, no departamento Dordonha. Estendia-se por uma área de 10,06 km². Em 2010 a comuna tinha 238 habitantes (densidade: 23,7 hab./km²).
Em 1 de janeiro de 2017, passou a formar parte da nova comuna de Sanilhac.